# Domenico Valentino
Domenico Valentino (né le 17 mai 1984 à Marcianise) est un boxeur italien.

## Biographie
Domenico Valentino devient champion du monde de boxe amateur à Milan en 2009 dans la catégorie poids légers et remporte également la médaille d'argent à Chicago en 2007 et la médaille de bronze à Bakou en 2011 et à Mianyang en 2005.